# كومي ميزونو
كومي ميزونو (باليابانية: 水野久美؛ بالكانا: みずの くみ) هي عارضة وممثلة يابانية، ولدت في 1937 في طوكيو في اليابان.

## وصلات خارجية
- كومي ميزونو على موقع IMDb (الإنجليزية)
- كومي ميزونو على موقع روتن توميتوز (الإنجليزية)
- كومي ميزونو على موقع ألو سيني (الفرنسية)
- كومي ميزونو على موقع أول موفي (الإنجليزية)
- كومي ميزونو على موقع قاعدة بيانات الأفلام السويدية (السويدية)
- كومي ميزونو على موقع قاعدة بيانات الفيلم (الإنجليزية)
- كومي ميزونو على موقع كينوبويسك (الروسية)